# Marco Juniano Justino
Marco Juniano Justino ou Justino Frontino ou Justino (em latim Marcus Iunian(i)us Iustinus) foi um historiador romano de datação incerta. São Jerônimo faz referência a ele em seu Comentário a Daniel, o que permite apenas que se considere uma data limite para a escrita de seu texto. Com isso, embora a datação mais aceita seja o final do século II, início do III, estudiosos oscilam em situar o autor desde o século II ao V.

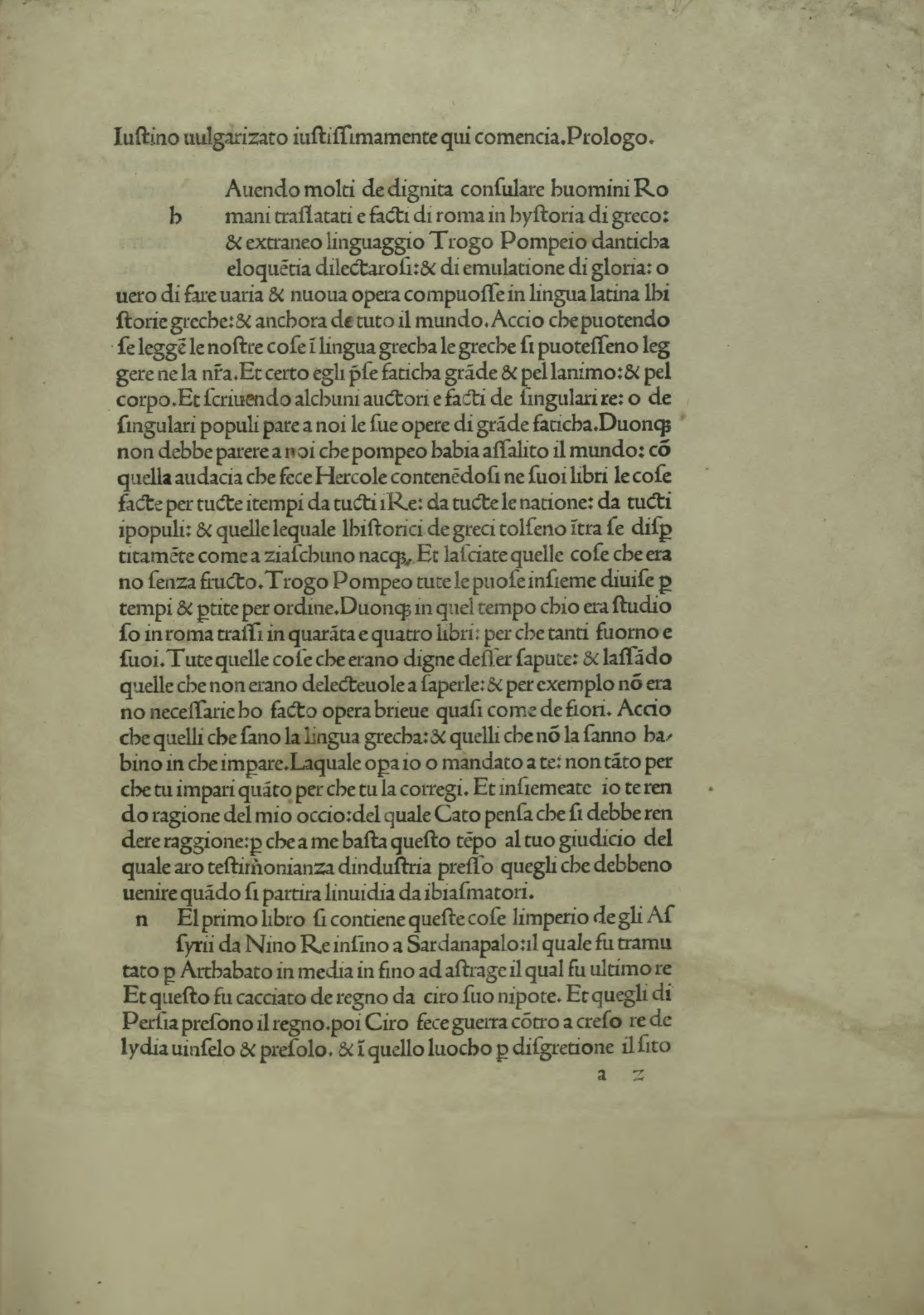
Epitome historiarum Trogi Pompeii

## Obra
Justino é o autor do Epítome das Histórias Filípicas de Pompeio Trogo (em latim, a obra recebe diferentes títulos, como Pompei Trogi Epitoma Historiarum Liber XLIIII), composto por um prefácio e 44 capítulos. É um livro que ele próprio descreve no seu prefácio como uma antologia, realizada a partir do texto de Trogo, do que considerava mais digno ao conhecimento e ao modelo. A temática histórica da obra se estende de Nino, rei dos assírios, até a dominação da Hispânia por Augusto.
As Histórias Filípicas de Trogo perderam-se, mas o prólogo do texto foi preservado por Plínio, o Velho e outros escritores, o que permite considerar aquilo que Justino teria omitido em seu texto. O tema principal de Trogo foi a ascensão e história da monarquia macedônica, embora Justino se permitisse certas licenças, o que resultou em uma antologia e não um resumo (ou epítome) do trabalho de Trogo.
O Epítome foi usado em larga medida durante a Idade Média, pois o autor foi confundido em muitas ocasiões com São Justino.